# 8 de enero
El 8 de enero es el 8.º (octavo) día del año en el calendario gregoriano. Quedan 357 días para finalizar el año y 358 en los años bisiestos.

## Acontecimientos
- 307: en China, el emperador Jin Huidi es envenenado por su hijo Jin Huaidi.
- 871: Alfredo el Grande dirige al ejército sajón occidental (del reino de Wessex) para repeler una invasión de los vikingos de Danelaw. Conocida como la "Batalla de Ashdown", tuvo a los sajones como vencedores (si bien no fue un enfrentamiento decisivo, en tanto que no puso fin a las incursiones vikingas).
- 1198: el cardenal Lotario de Segni es elegido papa y adopta el nombre de Inocencio III.
- 1297: en la costa mediterránea de Francia, François Grimaldi, disfrazado de monje, lidera a sus hombres para capturar la fortaleza que protege la Roca de Mónaco, y establece a su familia como jefes de Mónaco.
- 1455: en Roma (Italia), el papa Nicolás V escribe la bula Romanus Pontifex, otorgada al monarca portugués Alfonso V.
- 1499: Luis XII de Francia se casa con Anne de Britania.
- 1537: en Perú se crea la diócesis de Cuzco, la primera de América del Sur.
- 1558: los ingleses rinden la plaza de Guines, cercana a Calais, a los mercenarios alemanes del ejército francés de Francisco de Guisa.
- 1735: en el Royal Opera House (Covent Garden) se estrena Ariodante, de Georg Friedrich Händel.
- 1766: en las islas Malvinas, una flotilla británica toma el puerto de Egmont, antes en poder de España.
- 1820: en la posta de Arequito (Argentina), oficiales porteños del ejército unitario se sublevan para no ser obligados a participar en la guerra civil contra los federales argentinos (motín de Arequito).
- 1824: En España, Fernando VII sanciona una Real Cédula creando la Policía General del Reino, precursora de la Policía Nacional de España.
- 1856: en California (Estados Unidos) el Dr. John Veatch descubre el bórax.
- 1870: en Málaga (España), sale el primer número del periódico satírico Las Escobas, dirigido por el republicano Teobaldo Nieva.
- 1877: en Wolf Mountain (Montana), Crazy Horse y sus guerreros libran la última batalla contra la caballería estadounidense.
- 1885: tratado de paz y amistad entre España y la República de Ecuador.
- 1889: el Dr. Herman Hollerith patenta una máquina de calcular con tabuladores.
- 1898: en Chile se funda la comuna de Puente Alto.
- 1909: el político cubano José Miguel Gómez, líder del partido liberal de su país, es elegido presidente de la República.
- 1909: en París (Francia) la Asamblea Nacional rechaza la propuesta de abolición de la pena de muerte.
- 1912: en Bloemfontein (Sudáfrica), se funda el Congreso Nacional Africano.
- 1913: Conferencia de Londres, la cual dibujó las fronteras de Albania, dejando fuera a casi la mitad de su población y territorios, que pasaron a integrar Kosovo y la parte norte de Grecia.
- 1914: el Middlesex Hospital de Londres comienza a utilizar el radio para tratar el cáncer.
- 1916: en el Imperio otomano ―en el marco de la Primera Guerra Mundial― las fuerzas aliadas abandonan la península de Galípoli.
- 1918: se publican Los 14 puntos de Wilson, germen de la Sociedad de Naciones.
- 1920: en los Estados Unidos termina la huelga del acero de 1919.
- 1924: un real decreto suspende en España la inmunidad parlamentaria.
- 1926: Ibn Saud, proclamado rey del ex reino independiente de Hedjaz, actualmente incorporado a Arabia Saudí.
- 1929: en Nicaragua, termina la invasión estadounidense y las fuerzas de ocupación son repatriadas.
- 1937: en Estados Unidos entra en vigor la tercera Ley de Neutralidad.
- 1938: en el marco de la guerra civil española, el coronel Domingo Rey d'Harcourt, al frente de las fuerzas franquistas sitiadas en Teruel, se rinde a las tropas republicanas.
- 1941: en España se estrena la película Raza, de José Luis Sáenz de Heredia.
- 1949: en la ONU (Nueva York), la mayoría de los países suramericanos piden la derogación de la condena contra la dictadura franquista.
- 1949: en Chile, el presidente Gabriel González Videla promulga la Ley n.º 9292, que concede el voto político a la mujer.
- 1951: En Armenia, Colombia es fundado el club de fútbol Deportes Quindío.
- 1956: en Ecuador los indios huaorani matan a cinco misioneros evangélicos (Operación Auca) horas después de entrar por primera vez en contacto con ellos.
- 1958: en Estados Unidos, el niño Bobby Fischer, de 14 años, gana el Campeonato Nacional de Ajedrez.
- 1958: Charles de Gaulle es electo presidente de Francia
- 1959: en Francia, Charles de Gaulle es nombrado presidente de la Quinta República.
- 1959: en Cuba, Fidel Castro entra en La Habana con sus tropas, consolidando el triunfo de la Revolución cubana.
- 1962: en El Salvador, la Asamblea Legislativa Constituyente sanciona la nueva Constitución.
- 1966: en la República Dominicana, las Fuerzas Armadas declaran una huelga general.
- 1968: el municipio cordobés de Belmez (España) gana el concurso «Un millón para el mejor».
- 1973: en el río Paraná, entre Posadas (Argentina) y Encarnación (Paraguay) tras un trágico incendio, se produjo el posterior hundimiento de la lancha «Pirizal»,[1]una de las mayores catástrofes navales de la región, con un saldo de 39 personas muertas y 23 sobrevivientes.
- 1973: en México, Telesistema Mexicano y Televisión Independiente de México se fusionan, creando el Grupo Televisa.
- 1974: en Ginebra, la OPEP decide estabilizar los precios del petróleo, a condición de que los países industrializados contengan la inflación y los beneficios de las grandes empresas.
- 1976: en Buenos Aires se publica el testamento político del expresidente argentino Juan Domingo Perón.
- 1979: en aguas irlandesas mueren 50 personas al explotar un superpetrolero francés.
- 1979: en Montevideo (Uruguay), Argentina y Chile firman, ante el enviado papal cardenal Antonio Samoré, un acuerdo por el que solicitan la mediación del Vaticano.
- 1979: en Buenos Aires, la conducción montonera da a conocer un comunicado acerca del diferendo con Chile: ofrecen a la dictadura argentina las fuerzas del Ejército Montonero para colaborar en la defensa de la soberanía nacional.
- 1981: en Montevideo (Uruguay) finaliza la Copa de Oro de Campeones Mundiales, conocida como Mundialito.
- 1982: en el principado de Andorra por primera vez en la historia es elegido un presidente de Gobierno: Oscar Ribas Reig.
- 1985: en Colombia, el presidente Belisario Betancur y el movimiento guerrillero M-19 firman un acuerdo de alto el fuego que termina, en principio, con los combates en el sudoeste del país.
- 1986: en España se crea la Academia de las Artes y las Ciencias Cinematográficas (AACCE).
- 1986: Loyd Blankenship escribe el breve ensayo “The Conscience of a Hacker” (“manifiesto hacker”).
- 1993: enfrentamientos armados entre somalíes y el Cuerpo de Marines de los Estados Unidos.
- 1994: Rusia lanza la nave Soyuz con destino a la estación espacial Mir.
- 1996: en Kinshasa (Zaire), un avión Antonov 32 se estrella en el mercado central; mueren unas 350 personas.
- 1996: en los Estados Unidos, Unicef exige a China explicaciones urgentes por la muerte de miles de niños en orfanatos.
- 1997: en Madrid, ETA asesina al teniente coronel Jesús Cuesta tras anunciar Herri Batasuna «un futuro de sufrimiento».
- 2005: al sur de la isla de Guam, el submarino nuclear USS San Francisco choca con una montaña submarina. Muere un tripulante, pero el submarino vuelve a la superficie y es reparado.
- 2009: en el País Vasco se sienta en el banquillo del Tribunal Supremo como acusado por primera vez un presidente autonómico, Juan José Ibarreche, junto con Patxi López, acusados de dialogar con la ilegalizada Batasuna.
- 2009: en Cinchona (zona cercana al volcán Poás, en Costa Rica) se registra un terremoto con una magnitud de 6,2 en la escala de Richter, a solo 4,5 km de profundidad; dejando un saldo de 42 muertos.
- 2011: en Tucson (Arizona) ―Un francotirador llamado Jared Lee Loughner (22) perpetra la masacre de Tucson: mata a 6 personas ―incluido el juez John McCarthy Roll (1947-2011) y una niña― y hiere a 13 ―incluido su blanco: la congresista demócrata Gabrielle Giffords (1970-)―..
- 2016: el narcotraficante Chapo Guzmán es recapturado en la ciudad mexicana de Los Mochis, Sinaloa después de su fuga de la cárcel en verano de 2015.
- 2020: el Vuelo 752 de Ukraine International Airlines es derribado por un misil causado causalmente por Irán en Teherán; el siniestro aéreo dejó 176 muertos.
- 2020: en España, Pedro Sánchez toma posesión ante el  rey Felipe VI como presidente del Gobierno.
- 2021: en España se desata la Borrasca Filomena dejando numerosas ciudades incomunicadas.
- 2022: en Chipre, se confirma la variante "Deltacron" que combina las variantes de COVID-19 "Delta" y "Ómicron".[2]
- 2023: en Brasil, pro-bolsonaristas asaltan el Congreso del país latino

## Nacimientos
- 1556: Uesugi Kagekatsu, samurái y terrateniente japonés (f. 1623).
- 1583: Simon Episcopius, teólogo neerlandés (f. 1643).
- 1587: Johannes Fabricius, astrónomo alemán (f. 1616).
- 1601: Baltasar Gracián, escritor español (f. 1658).
- 1628: François-Henri de Montmorency, general francés (f. 1695).
- 1632: Samuel Pufendorf, jurista e historiador alemán (f. 1694).
- 1635: Luis Fernández Portocarrero, eclesiástico y arzobispo español (f. 1709).
- 1805: Orson Hyde, líder religioso estadounidense (f. 1878).
- 1812: Sigismond Thalberg, pianista y compositor suizo (f. 1871).
- 1820: Leonardo Márquez, militar mexicano (f. 1913).
- 1821: James Longstreet, general confederado estadounidense (f. 1904).
- 1823: Alfred Russel Wallace, naturalista, geógrafo y crítico social británico (f. 1913).
- 1824: Francisco González Bocanegra, poeta y dramaturgo mexicano (f. 1861).
- 1824: William Wilkie Collins, novelista británico (f. 1889).
- 1830: Albert Bierstadt, pintor germanoestadounidense (f. 1902).
- 1830: Hans Guido von Bülow, director de orquesta, compositor y pianista alemán (f. 1894).
- 1836: Lawrence Alma-Tadema, pintor neerlandés (f. 1912).
- 1843: Frederick George Abberline, inspector de policía británico (f. 1929).
- 1852: James Milton Carroll, pastor y escritor estadounidense (f. 1931).
- 1854: Samuel Liddell MacGregor Mathers, ocultista y mago británico (f. 1918).
- 1865: Winnaretta Singer, mecenas estadounidense (f. 1943).

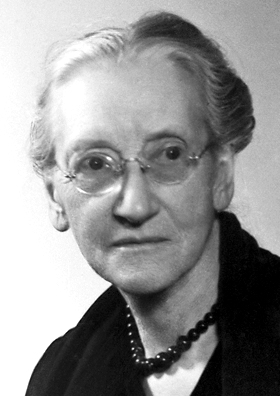
Emily Greene Balch.

- 1867: Emily Greene Balch, escritora estadounidense, premio nobel de la paz en 1946 (f. 1961).
- 1870: Miguel Primo de Rivera, dictador y militar español (f. 1930).
- 1871: James Craig, político británico (f. 1940).
- 1873: Iuliu Maniu, político rumano y primer ministro (f. 1953).
- 1873: Elena Petrovich Niegos, reina italiana (f. 1956).
- 1876: Antonio Palacios, arquitecto español (f. 1945).
- 1882: Luciano Pérez Platero, obispo español (f. 1963).
- 1885: John Curtin, primer ministro australiano (f. 1945).
- 1888: Richard Courant, matemático germanoestadounidense (f. 1972).
- 1888: Matthew Moore, actor irlandés (f. 1960).
- 1891: Walther Bothe, físico alemán, premio Nobel de Física en 1954 (f. 1957).
- 1891: Bronislava Nijinska, bailarina y coreógrafa rusa (f. 1972).
- 1894: Maximiliano Kolbe, fraile franciscano y santo polaco (f. 1941).
- 1896: Manuel Rojas, escritor argentino-chileno (f. 1973).

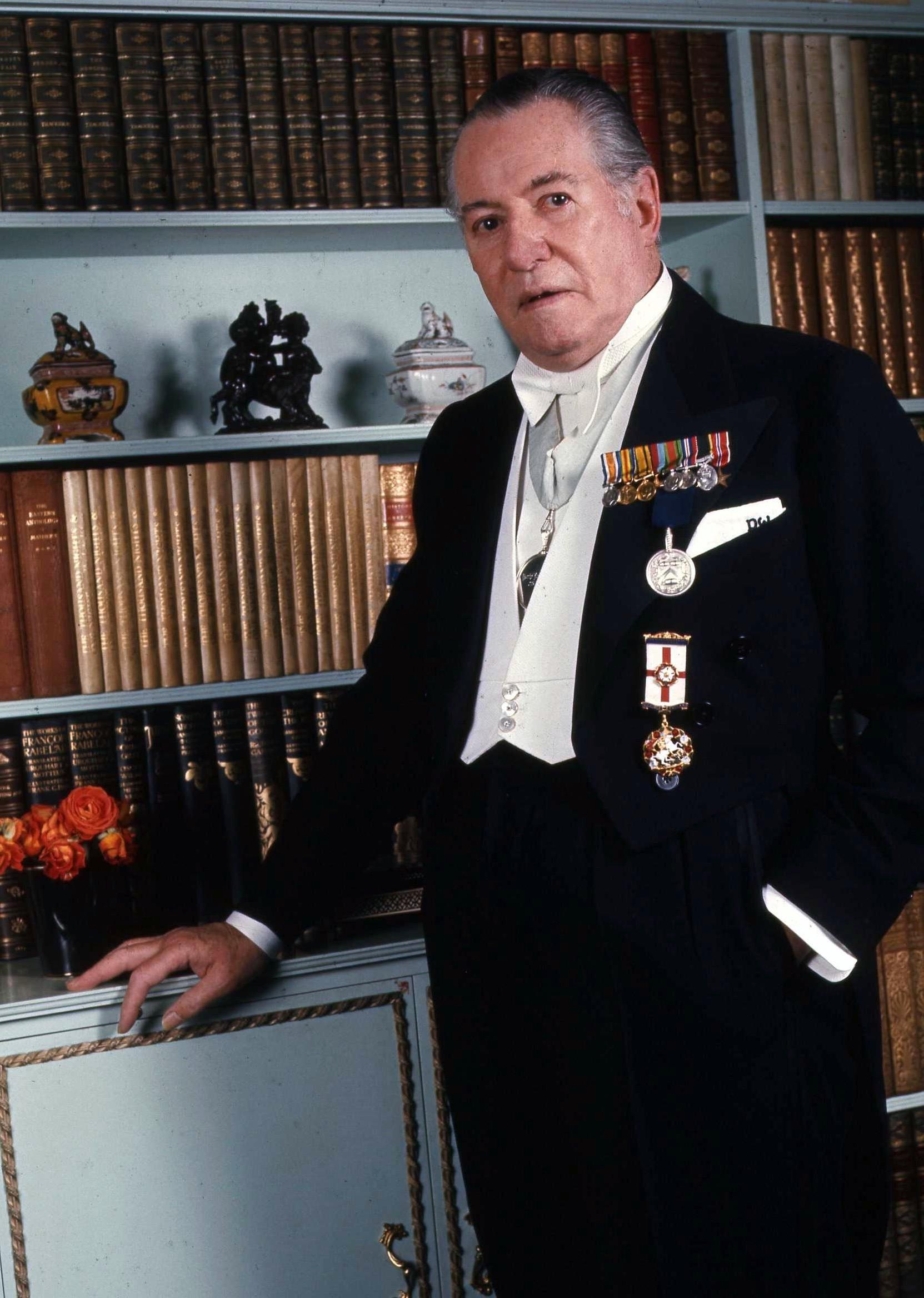
Dennis Wheatley.

- 1897: Dennis Wheatley, escritor británico (f. 1977).
- 1899: Solomon Bandaranaike, primer ministro ceilandés (f. 1959).
- 1900: Alfredo Espino, poeta salvadoreño (f. 1928).
- 1900: François de Menthon, jurista y político francés (f. 1984).
- 1902: Gueorgui Malenkov, político soviético (f. 1988).
- 1902: Carl Rogers, psicólogo estadounidense (f. 1987).
- 1903: Ígor Kurchátov, físico soviético (f. 1960).
- 1904: Karl Brandt, oficial de las SS alemán (f. 1948).
- 1904: Tampa Red, músico estadounidense de blues (f. 1981).
- 1905: Giacinto Scelsi, compositor italiano (f. 1988).
- 1905: Franjo Šeper, cardenal croata (f. 1981).
- 1906: Ígor Moiséyev, coreógrafo y bailarín ruso (f. 2007).
- 1908: William Hartnell, actor británico (f. 1975).

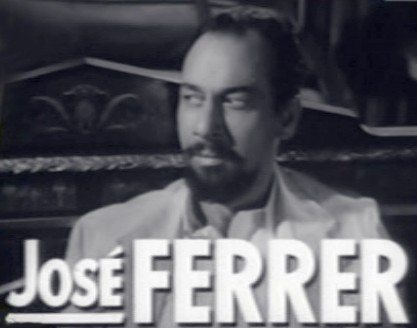
José Ferrer.

- 1910: Galina Ulánova, bailarina rusa (f. 1998).
- 1911: Alicia Vignoli, actriz y vedette argentina (f. 2005).
- 1912: José Ferrer, actor y cineasta puertorriqueño (f. 1992).
- 1920: Abbey Simon, músico estadounidense (f. 2019).
- 1921: Hertha Bothe, guardiana nazi de campo de concentración (f. 2000).
- 1921: Leonardo Sciascia, escritor político italiano (f. 1989).
- 1923: Giorgio Tozzi, bajo estadounidense (f. 2011).
- 1923: Joseph Weizenbaum, científico alemán (f. 2008).
- 1923: Larry Storch, actor estadounidense (f. 2022).
- 1925: Helmuth Hubener, activista alemán (f. 1942).
- 1925: Bernardo Ruiz, ciclista español.
- 1926: Evelyn Lear, soprano estadounidense (f. 2012).
- 1925: Kerwin Mathews, actor estadounidense (f. 2007).
- 1928: Jaim Kanievsky, rabino israelí (f. 2022).
- 1931: Jorge Marchesini, actor argentino (f. 2012).
- 1932: Enrique Krauss, abogado y político chileno.
- 1933: Juan Marsé, escritor español (f. 2020).
- 1933: Charles Osgood, periodista estadounidense.
- 1933: Jean-Marie Straub, cineasta francés.
- 1934: Jacques Anquetil, ciclista francés (f. 1987).
- 1934: Roy Kinnear, actor británico (f. 1988).

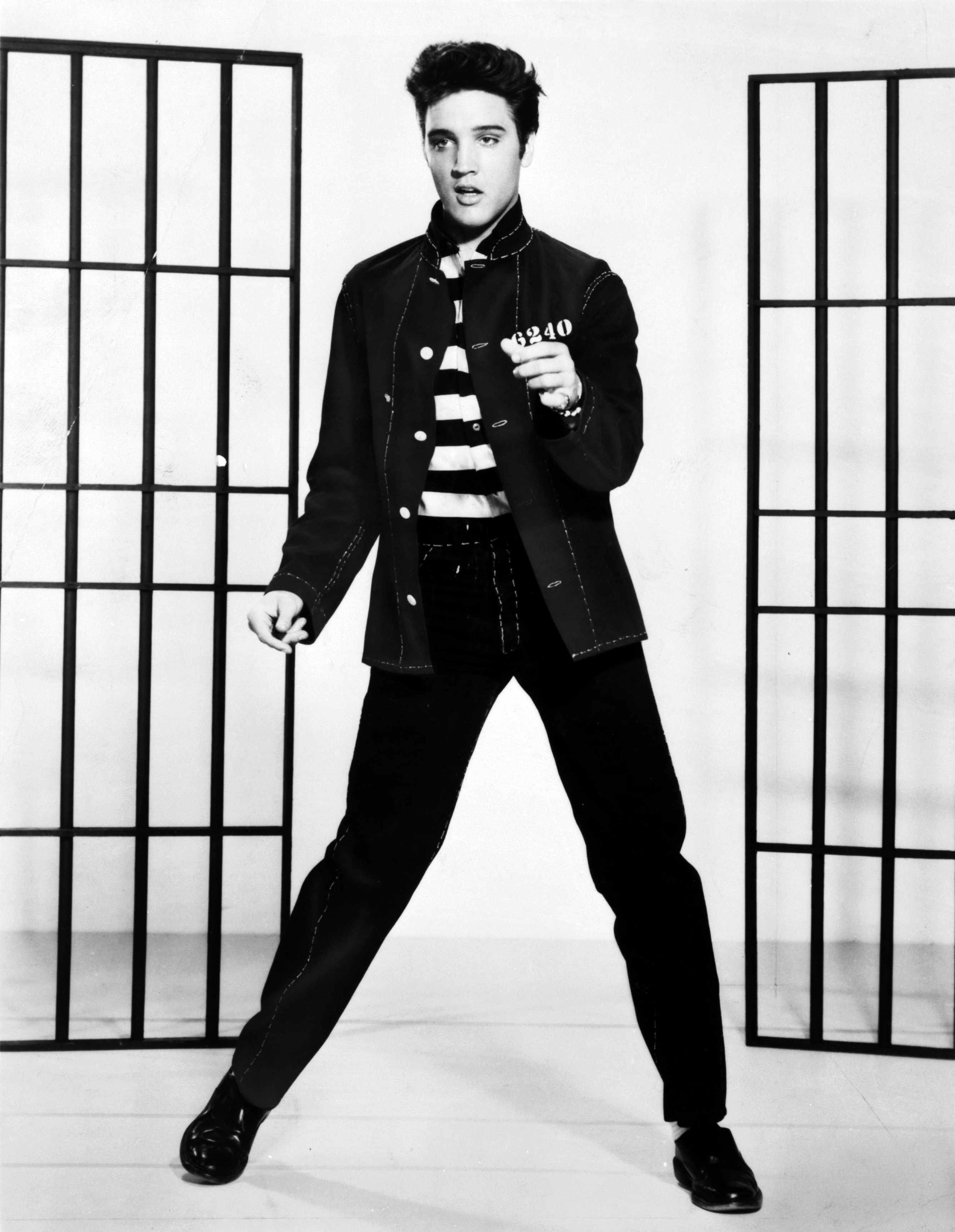
Elvis Presley.

- 1935: Elvis Presley, cantante y actor estadounidense (f. 1977).
- 1937: Shirley Bassey, cantante británica.
- 1939: Carolina Herrera, diseñadora de modas venezolana.
- 1939: Walter Ciccione, periodista italiano.
- 1939: John LaMotta, actor estadounidense (f. 2014).
- 1940: Juan Paulik, militar argentino.
- 1941: Graham Chapman, actor y cómico británico (f. 1989).
- 1941: Boris Vallejo, dibujante peruano.
- 1941: Severino Andreoli, ciclista italiano.

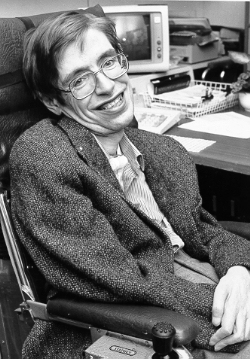
Stephen Hawking.

- 1942: Stephen Hawking, físico y cosmólogo británico (f. 2018).
- 1942: Jun'ichirō Koizumi, político japonés.
- 1942: Yvette Mimieux, actriz estadounidense (f. 2022).
- 1942: Robin Ellis, actor británico.
- 1943: Víctor Pérez Vera, rector chileno.
- 1943: María Estela Lorca, actriz argentina (f. 2016).
- 1944: Terry Brooks, escritor estadounidense.
- 1946: Robby Krieger, guitarrista estadounidense, de la banda The Doors.
- 1946: Juan Antonio Deusto, futbolista español (f. 2011).
- 1946: Miguel Ángel Félix Gallardo, narcotraficante mexicano.

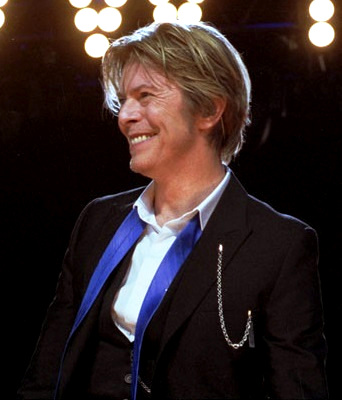
David Bowie.

- 1947: David Bowie, cantante, compositor y actor británico (f. 2016).
- 1947: José Antonio Martínez Soler, periodista español.
- 1947: Samuel Schmid, político suizo.
- 1947: Willy De Geest, ciclista belga.
- 1951: John McTiernan, cineasta estadounidense.
- 1952: Rafael Rullán, baloncestista español.
- 1953: Damián Alcázar, actor mexicano.
- 1953: Roberto Mouzo, futbolista argentino.
- 1954: Julieta Castellanos, socióloga hondureña.
- 1954: Nora Velázquez, actriz y comediante mexicana, conocida por interpretar el personaje cómico de Chabelita.
- 1957: Nacho Duato, bailarín y coreógrafo español.
- 1957: Miquel Barceló, pintor español.
- 1957: Fabio McNamara, cantante español.
- 1957: Calvin Natt, baloncestista estadounidense.
- 1957: Ron Cephas Jones, actor estadounidense (f. 2023).
- 1957: Liborio Bellomo, mafioso estadounidense.
- 1958: Ignacio Solozábal, baloncestista español.
- 1959: Paul Hester, músico australiano, de la banda Crowded House (f. 2005).
- 1961: Calvin Smith, atleta estadounidense.
- 1961: Javier Imbroda, entrenador de baloncesto y político español (f. 2022).
- 1962: Rosario Lufrano, periodista argentina.
- 1962: Chris Marion, músico estadounidense, de las bandas Little River Band y Western Flyer.
- 1962: Anatoli Serdiukov, político ruso.
- 1964: Martin Jauregui, escritor, periodista, director de cine, documentalista argentino.
- 1964: Ron Sexsmith, cantautor canadiense.
- 1965: Michelle Forbes, actriz estadounidense.
- 1965: Maria Pitillo, actriz estadounidense.
- 1965: Denise Maerker, periodista mexicana.
- 1966: Andrew Wood, cantante estadounidense, de las bandas Mother Love Bone y Malfunkshun (f. 1990).
- 1966: Paula de Luque, cineasta argentina.
- 1967: Willie Anderson, baloncestista estadounidense.
- 1967: R. Kelly, cantante estadounidense.
- 1968: Keith Mullings, boxeador estadounidense.
- 1968: Hiroki Ioka, boxeador japonés.
- 1969: Salva Esquer, jugador de balonmano español.
- 1969: Laura Novoa, actriz argentina.
- 1970: Rachel Friend, actriz australiana.
- 1971: Jason Giambi, beisbolista estadounidense.
- 1971: Pascal Zuberbühler, futbolista suizo.
- 1971: Javier Sanguinetti, futbolista y entrenador argentino.
- 1971: Géraldine Pailhas, actriz francesa.
- 1972: Giuseppe Favalli, futbolista italiano.
- 1972: Serhiy Atelkin, futbolista ucraniano (f. 2020).
- 1973: Henning Solberg, piloto noruego de rally.
- 1973: Hani Al-Saqer, futbolista y entrenador kuwaití.
- 1974: Nicholas White, ciclista sudafricano.
- 1974: Massimiliano Mori, ciclista italiano.
- 1974: Nobuhisa Isono, futbolista japonés.
- 1974: Deborah McCormick, jugadora de curling estadounidense.
- 1975: Mariana Fabbiani, actriz, cantante y presentadora de radio y televisión argentina.
- 1975: Geremi González, beisbolista venezolano (f. 2008).
- 1976: Jenny Lewis, actriz y cantante estadounidense, de la banda Rilo Kiley.
- 1976: Alexandre Pires, compositor y cantante brasileño, de la banda Só Pra Contrariar.
- 1976: Marta Solaz, actriz española.
- 1976: Vadim Yevséyev, futbolista ruso.
- 1976: Raúl Gutiérrez Sagredo, futbolista boliviano.
- 1977: Amber Benson, actriz estadounidense.
- 1977: Francesco Coco, futbolista italiano.
- 1977: Manuela Arcuri, actriz italiana.
- 1978: Leonardo Bertagnolli, ciclista italiano.
- 1978: Ido Kozikaro, baloncestista israelí.
- 1978: Ahmad Abdul-Jabar, futbolista y entrenador iraquí.
- 1978: Alberto Blanco, futbolista panameño.
- 1978: Fabricio Colón Pico, narcotraficante ecuatoriano.
- 1979: Torry Castellano, músico estadounidense, de la banda The Donnas.
- 1979: David Civera, cantante español.

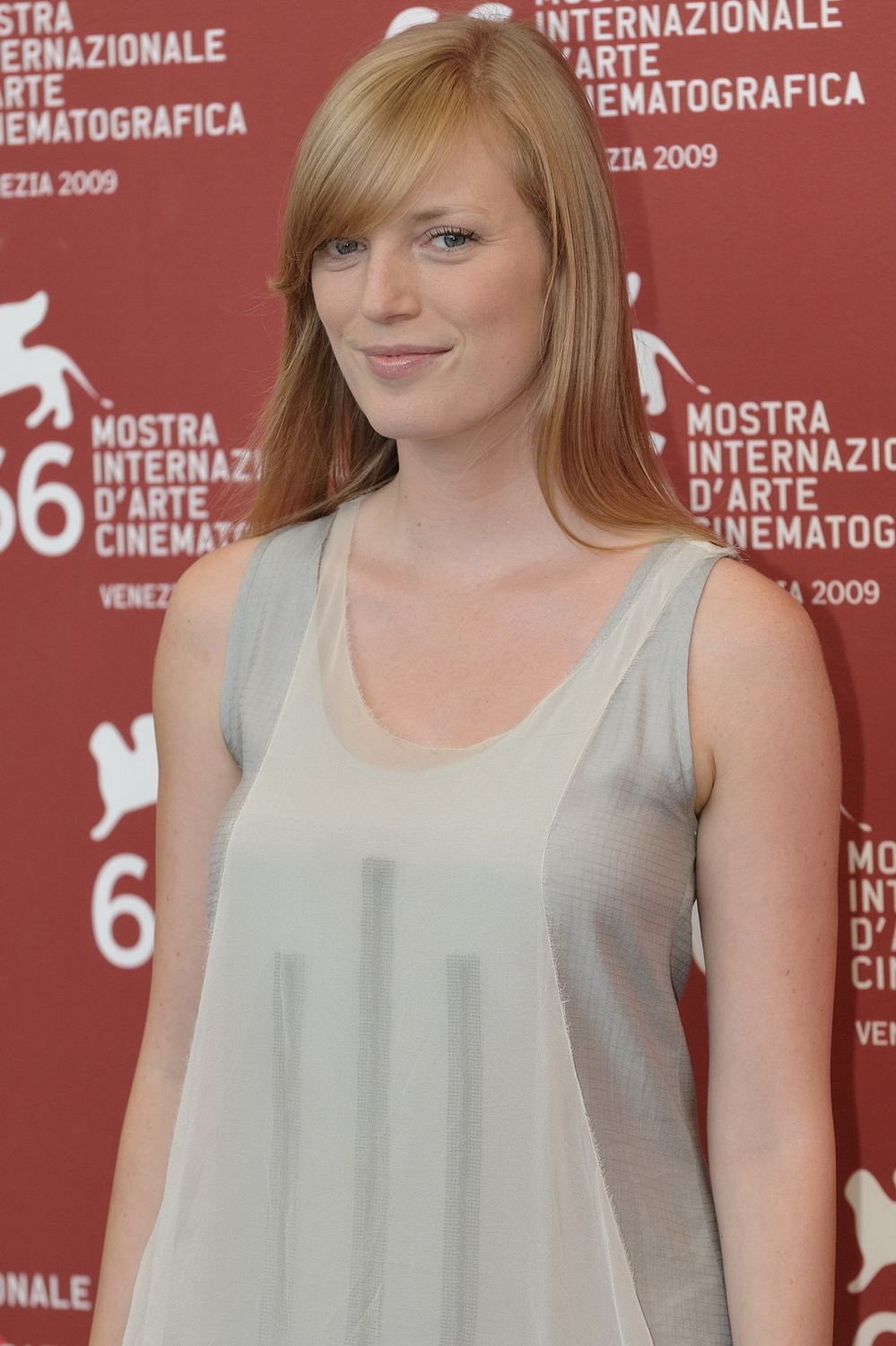
Sarah Polley.

- 1979: Sarah Polley, actriz canadiense.
- 1979: Stipe Pletikosa, futbolista croata.
- 1979: Hanna Ljungberg, futbolista sueca.
- 1979: Seol Ki-hyeon,  futbolista surcoreano.
- 1979: Adrian Mutu, futbolista rumano.
- 1979: Maya Ford, bajista estadounidense.
- 1979: Itxaso Mardones, periodista española (f. 2024).
- 1980: Rachel Nichols, actriz estadounidense.
- 1980: Stefano Mauri, futbolista italiano.
- 1980: Lee Jung-soo, futbolista surcoreano.
- 1981: Sebastián Eguren, futbolista y entrenador uruguayo-sueco.
- 1981: Shoko Mikami, futbolista japonesa.
- 1982: Emanuele Calaiò, futbolista italiano.
- 1982: Mahyadi Panggabean, futbolista indonesio.
- 1983: Felipe Colombo, actor y cantante mexicano.
- 1983: Chris Masters (Chris Mordetzky), luchador profesional estadounidense.
- 1983: Jamaal Levy, baloncestista panameño.
- 1983: Jonan García, futbolista español.

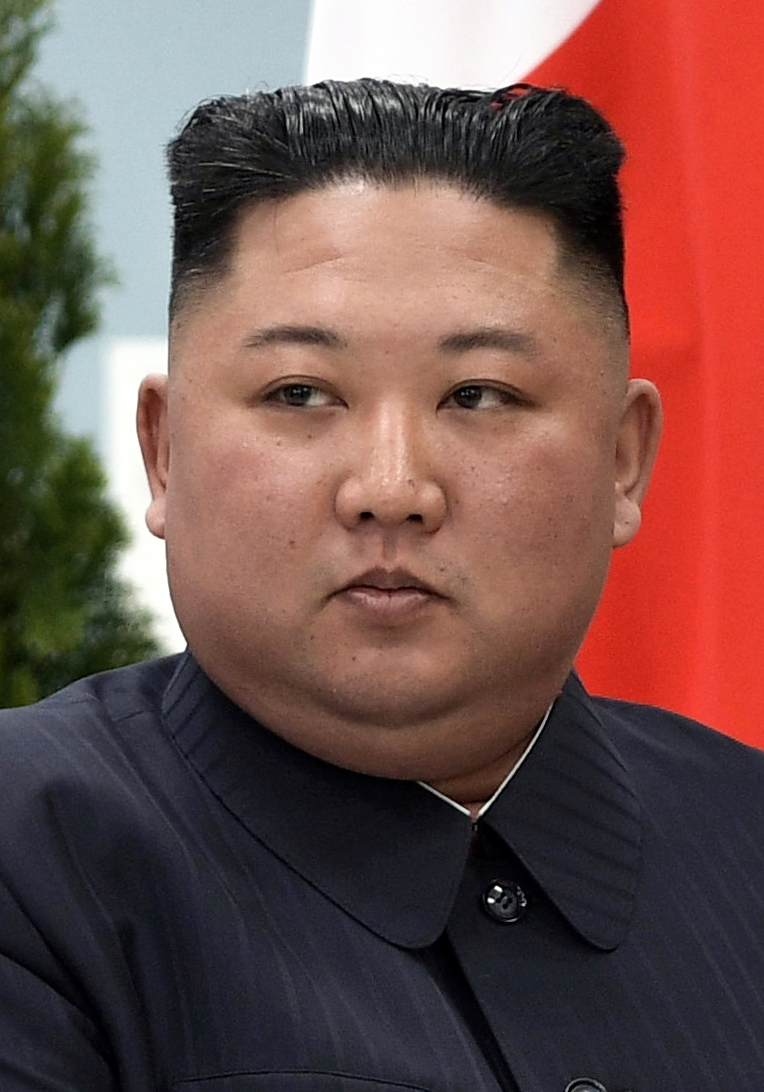
Kim Jong-un

- 1984: Jeff Francoeur, beisbolista estadounidense.
- 1984: Miriam Cabeza, actriz española.
- 1984: Carlos Alberto Souto Pinheiro Júnior, futbolista brasileño.
- 1984: Leandro do Bonfim, futbolista brasileño.
- 1984: Boris Rieloff, futbolista chileno.
- 1984: Peter Latham, ciclista neozelandés.
- 1984: Kim Jong-un, líder norcoreano.
- 1985: Sergio Hernández, ciclista estadounidense.
- 1985: Elisabeth Pähtz, ajedrecista alemana.
- 1985: Fernando Velasco Salazar, futbolista español.
- 1986: Cees Keizer, futbolista neerlandés.
- 1986: Christian Vaquero, futbolista uruguayo.
- 1986: Gastón Filgueira, futbolista uruguayo.
- 1986: David Silva, futbolista español.
- 1986: Jorge Claros, futbolista hondureño.
- 1986: Ernesto Garín, futbolista argentino.
- 1987: Everson Lins Ferreira, futbolista brasileño.
- 1987: Luis Carlos Ruiz, futbolista colombiano.
- 1988: Joel Amoroso, futbolista argentino.
- 1988: Jean Carlos Solórzano, futbolista costarricense.
- 1988: Lasse Nielsen, futbolista danés.
- 1988: Carlos Borja, futbolista estadounidense.
- 1988: Rachelle Simpson, saltadora estadounidense.
- 1989: Fabian Frei, futbolista suizo.
- 1989: Luis Miño, futbolista paraguayo.
- 1989: Marcel Meisen, ciclista alemán.
- 1989: Jakob Jantscher, futbolista austriaco.
- 1989: Kohei Yamada, futbolista japonés.
- 1989: Oliver Bozanić, futbolista australiano.
- 1989: Vitor Gomes Pereira Júnior, futbolista brasileño.
- 1990: Robin Olsen, futbolista sueco.
- 1990: Álvaro González Soberón, futbolista español.
- 1990: Fausto Tienza, futbolista español.
- 1990: Diego Riolfo, futbolista uruguayo.
- 1990: Pablo Pírez, futbolista uruguayo.
- 1990: Chou Tien-Chen, jugador de bádminton taiwanés.
- 1990: Mohammed Al-Fuhaid, futbolista saudí.
- 1991: Asuka Hinoi, cantante pop japonesa.
- 1991: Jimin, cantante y bailarina surcoreana, de la banda AOA.
- 1991: Diego Martín Rodríguez, futbolista uruguayo.
- 1991: Camilo Mayada, futbolista uruguayo.
- 1991: Ángel Cayetano, futbolista uruguayo.
- 1991: Stefan Johansen, futbolista noruego.
- 1991: Sean Morrison, futbolista inglés.
- 1991: Ri Yong-chol, futbolista norcoreano.
- 1991: Ricardo Prada, inmigrante venezolano.
- 1991: Stefan Savić, futbolista montenegrino.

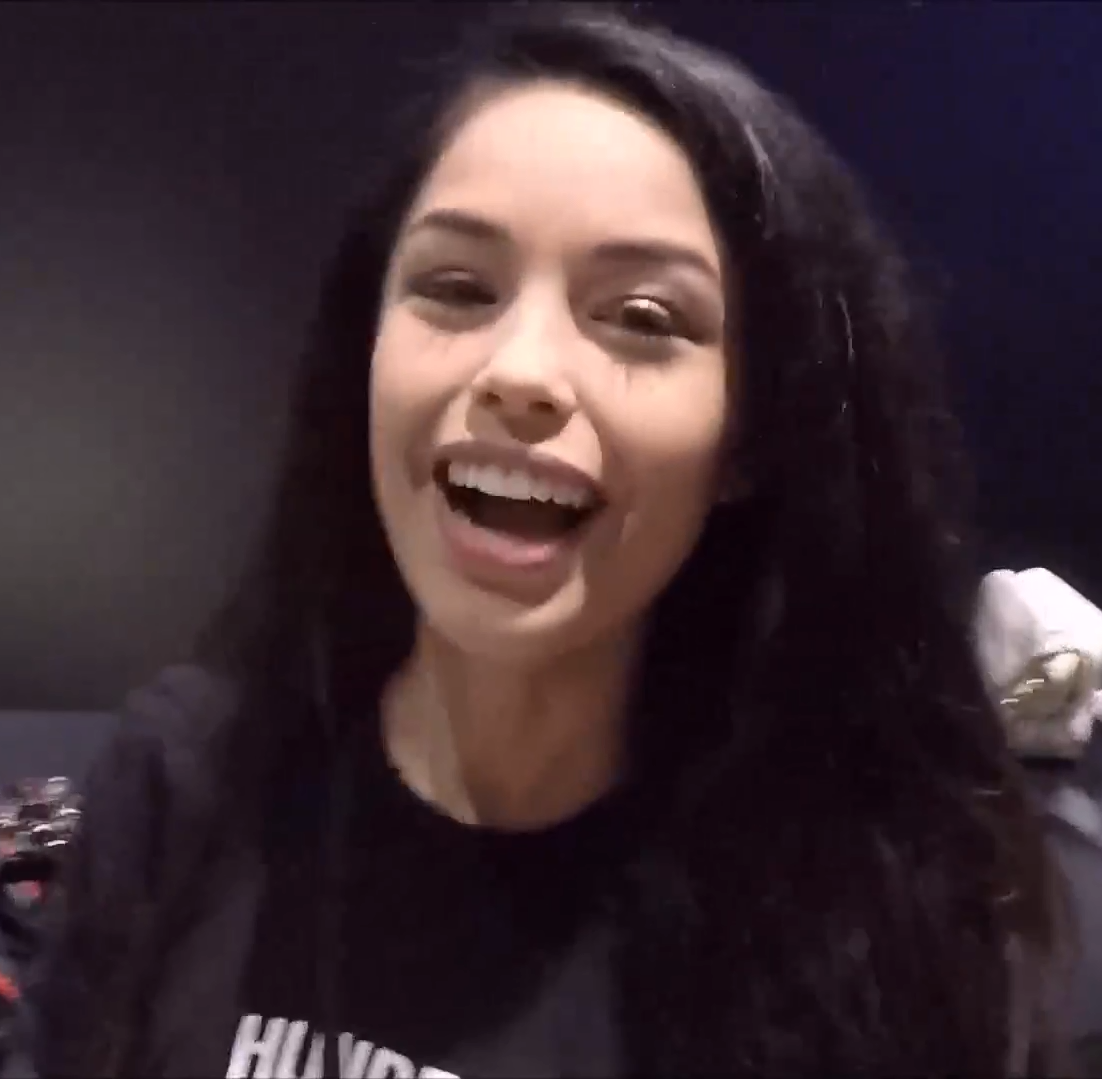
Valkyrae

- 1992: Patrik Carlgren, futbolista sueco.
- 1992: Shahdon Winchester, futbolista trinitense (f. 2019).
- 1992: Yevgueni Shalunov, ciclista ruso.
- 1992: Paulo Oliveira, futbolista portugués.
- 1992: Koke Resurrección, futbolista español.
- 1992: Stefanie Dolson, baloncestista estadounidense.
- 1992: Valkyrae, streamer estadounidense.
- 1993: Jade Fraser, actriz mexicana.
- 1993: Borja Herrera, futbolista español.
- 1993: Igor Sartori, futbolista brasileño.
- 1993: Fernando Andrade dos Santos, futbolista brasileño.
- 1994: Kosei Wakimoto, futbolista japonés.
- 1994: Seigō Kobayashi, futbolista japonés.
- 1994: Riza Durmisi, futbolista danés.
- 1994: Noah Korczowski, futbolista alemán.
- 1994: Robert Glatzel, futbolista alemán.
- 1994: Christian Luyindama, futbolista congoleño.
- 1994: Christopher Ramírez, futbolista guatemalteco.
- 1994: Henry Rúa, futbolista ecuatoriano.
- 1994: Brandon Taylor, baloncestista estadounidense.
- 1995: Mamia Gavashelishvili, futbolista georgiano.
- 1995: Taylan Antalyalı, futbolista turco.
- 1995: Marion Deigentesch, biatleta alemana.
- 1996: Julián Sancho, yudoca costarricense.
- 1996: Niklas Castro, futbolista chileno-noruego.
- 1996: Piero Marić, taekwondista croata.
- 1996: Filip Sasínek, atleta checo.
- 1996: Lauren Egea, futbolista español.
- 1996: Obbi Oularé, futbolista belga.
- 1996: Jalen Henry, baloncestista estadounidense.
- 1996: Abby Elinsky, futbolista estadounidense.
- 1996: Leland Archer, futbolista trinitense.
- 1996: Aline Ndacyayisenga, taekwondista ruandesa.
- 1996: Sasalak Haiprakhon, futbolista tailandés.
- 1996: Rewan Amin, futbolista iraquí.
- 1996: Chris Paddack, beisbolista estadounidense.
- 1997: Max Llovera, futbolista andorrano.
- 1997: Ronaldo Cisneros, futbolista mexicano.
- 1997: Julen Arellano, futbolista español.
- 1997: Fran Brodić, futbolista croata.
- 1997: Jack Andraka, inventor estadounidense.
- 1997: Andreja Leški, yudoca eslovena.
- 1997: Jan Kuchta, futbolista checo.
- 1998: Jean Borg, futbolista maltés.
- 1998: Manuel Locatelli, futbolista italiano.
- 1998: Tony Bradley, baloncestista estadounidense.
- 1998: Rocío Gómez Sordo, jugadora de fútbol sala española.
- 1999: Kamil Grabara, futbolista polaco.
- 1999: Dino Radončić, baloncestista montenegrino.
- 1999: Damiano David, cantante italiano.
- 1999: Ignas Brazdeikis, baloncestista lituano.
- 1999: Nicolas Cozza, futbolista francés.
- 1999: Reinaldo Fontalvo, futbolista colombiano.
- 1999: Carlos Daniel Castro, futbolista colombiano.
- 1999: Arne Maier, futbolista alemán.
- 1999: Austin Wiley, baloncestista estadounidense.
- 1999: Kevin Lewis, futbolista uruguayo.
- 1999: Lautaro López, futbolista argentino.
- 1999: Shy Melómano, músico dominicano.
- 1999: Joel Roth, ciclista suizo.
- 1999: Elzan Bibić, atleta serbio.
- 1999: Brandon Austin, futbolista británico.
- 1999: Ochaun Mathis, jugador de fútbol americano estadounidense.
- 1999: Ja'Sir Taylor, jugador de fútbol americano estadounidense.
- 1999: Earnest Brown IV, jugador de fútbol americano estadounidense.
- 1999: Colby Parkinson, jugador de fútbol americano estadounidense.
- 1999: Hedda Øritsland, piragüista noruega.
- 1999: Caio Pumputis, nadador brasileño.
- 2000: Noah Cyrus, actriz y cantante estadounidense.
- 2000: Dani Albiar, futbolista español.
- 2000: Tre Jones, baloncestista estadounidense.
- 2000: Cheick Doucouré, futbolista maliense.
- 2000: Julián Alejo López, futbolista argentino.
- 2000: Santiago Rodríguez Molina, futbolista uruguayo.
- 2000: Celeste Vidal, futbolista mexicana.
- 2000: Juliette Bossu, gimnasta artística francesa.
- 2000: Matthias Phaëton, futbolista francés.
- 2000: Keyla Alves, voleibolista brasileña.
- 2000: Jean Onana, futbolista camerunés.
- 2000: Bárður á Reynatrøð, futbolista feroés.
- 2000: Cheikh Tiberghien, rugbista francés.
- 2000: Alexis Monney, esquiador alpino suizo.
- 2000: Depú, futbolista angoleño.
- 2001: Saad Al-Nasser, futbolista saudí.
- 2001: Naif Masoud, futbolista saudí.
- 2001: Yorbe Vertessen, futbolista belga.
- 2001: Aliou Traoré, futbolista francés.
- 2001: Jon Pacheco, futbolista español.
- 2001: Roberto González Bayón, futbolista español.
- 2001: Juan Durán Dueñas, futbolista español.
- 2001: Zach Charbonnet, jugador de fútbol americano estadounidense.
- 2002: Kevin Lomónaco, futbolista argentino.
- 2002: Krisztofer Horváth, futbolista húngaro.
- 2003: Anastasiya Makárova, nadadora rusa.
- 2004: Raphaël Sarfo, futbolista neerlandés.
- 2005: Jake Daniels, futbolista inglés.
- 2005: Theo Sander, futbolista danés.
- 2006: Martín Landaluce, tenista español.
- 2008: Tomás Parmo, futbolista argentino.
- 2011: Josefina y Vicente de Dinamarca, miembros de la Familia Real Danesa.

## Fallecimientos
- 1198: Celestino III, papa de la Iglesia católica entre 1191 y 1198 (n. 1106).
- 1324: Marco Polo, explorador italiano (n. 1254).
- 1337: Giotto, pintor italiano (n. 1267).
- 1570: Philibert de l'Orme, arquitecto francés (n. c. 1510).

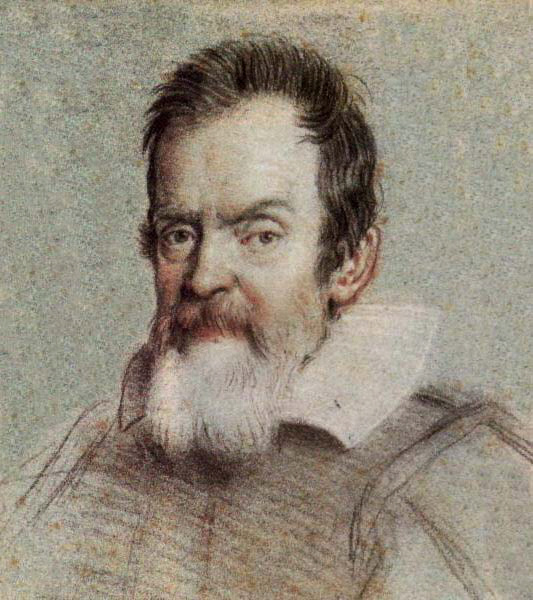
Galileo Galilei.

- 1642: Galileo Galilei, matemático, físico, astrónomo, inventor e intelectual italiano (n. 1564).
- 1634: Joan Sala i Ferrer, bandolero español (n. 1594).
- 1704: Lorenzo Bellini, fisiólogo, anatomista y patólogo italiano.
- 1713: Arcangelo Corelli, compositor y violinista italiano (n. 1653).
- 1775: John Baskerville, impresor y tipógrafo británico (n. 1706).
- 1789: Jack Broughton, boxeador británico (n. c. 1703).
- 1822: Gerónimo Zelarayán, guerrero de la Independencia Argentina (n. c. 1780)
- 1825: Eli Whitney, inventor estadounidense (n. 1765).
- 1872: Manuela León, líder indígena ecuatoriana (n. 1844).
- 1879: Baldomero Espartero, militar y político liberal español (n. 1793).
- 1880: Joshua A. Norton, ciudadano estadounidense que en 1859 se declaró «emperador de Estados Unidos y protector de México» (n. 1815).

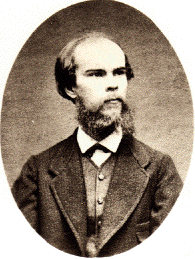
Paul Verlaine.

- 1890: Giorgio Ronconi barítono italiano (n. 1810)
- 1896: Paul Verlaine, poeta francés (n. 1844).
- 1907: Gabriela Laperrière de Coni, escritora, periodista, socialista y feminista francoargentina (n. 1866).
- 1911: Pietro Gori, escritor y anarquista italiano (n. 1865).
- 1916: Rembrandt Bugatti, escultor italiano (n. 1884).
- 1918: Johannes Pääsuke, fotógrafo y cineasta estonio (n. 1892).
- 1919: Joaquín Agrasot, pintor español (n. 1836).
- 1919: Peter Altenberg, escritor austriaco (n. 1859).
- 1925: Fernand Sanz, ciclista francés (n. 1881).
- 1925: George Wesley Bellows, pintor estadounidense (n. 1882).
- 1928: Juan B. Justo, médico, escritor y político argentino (n. 1865).
- 1934: Andréi Bely, poeta y novelista ruso (n. 1880).
- 1934: Pedro Ibarra Ruiz, arqueólogo, investigador, escritor y pintor español (n. 1858).
- 1941: lord Robert Baden-Powell, militar británico, fundador del escultismo (n. 1857).
- 1942: Joseph Franklin Rutherford, testigo de Jehová estadounidense (n. 1869).
- 1946: Dion Fortune, ocultista y escritora británica.
- 1948: Kurt Schwitters, pintor alemán (n. 1887).
- 1948: Richard Tauber, tenor austriaco (n. 1891).
- 1950: Joseph Alois Schumpeter, economista austríaco-estadounidense (n. 1883).
- 1952: Antonia Maury, astrónoma estadounidense (n. 1866)
- 1956: Jim Elliot, misionero cristiano estadounidense (n. 1928).
- 1963: Kay Sage, artista y poeta estadounidense (n. 1898).
- 1963: Bimal Roy cineasta indio (n. 1909).
- 1971: Armando Discépolo, dramaturgo y poeta tanguero argentino (n. 1887).
- 1975: John Gregson, actor británico (n. 1919).
- 1975: Richard Tucker, tenor estadounidense (n. 1913).
- 1976: Zhou Enlai, primer ministro chino (n. 1898).
- 1977: Dardo Cabo (36), periodista y político argentino, asesinado (n. 1941).
- 1979: Yuen Siu-tien, actor chino (n. 1912).
- 1980: John Mauchly, físico estadounidense (n. 1907).
- 1982: Álvaro Yunque, escritor argentino (n. 1889).
- 1983: Gerhard Barkhorn, piloto alemán (n. 1919).
- 1986: Pierre Fournier, chelista francés (n. 1906).

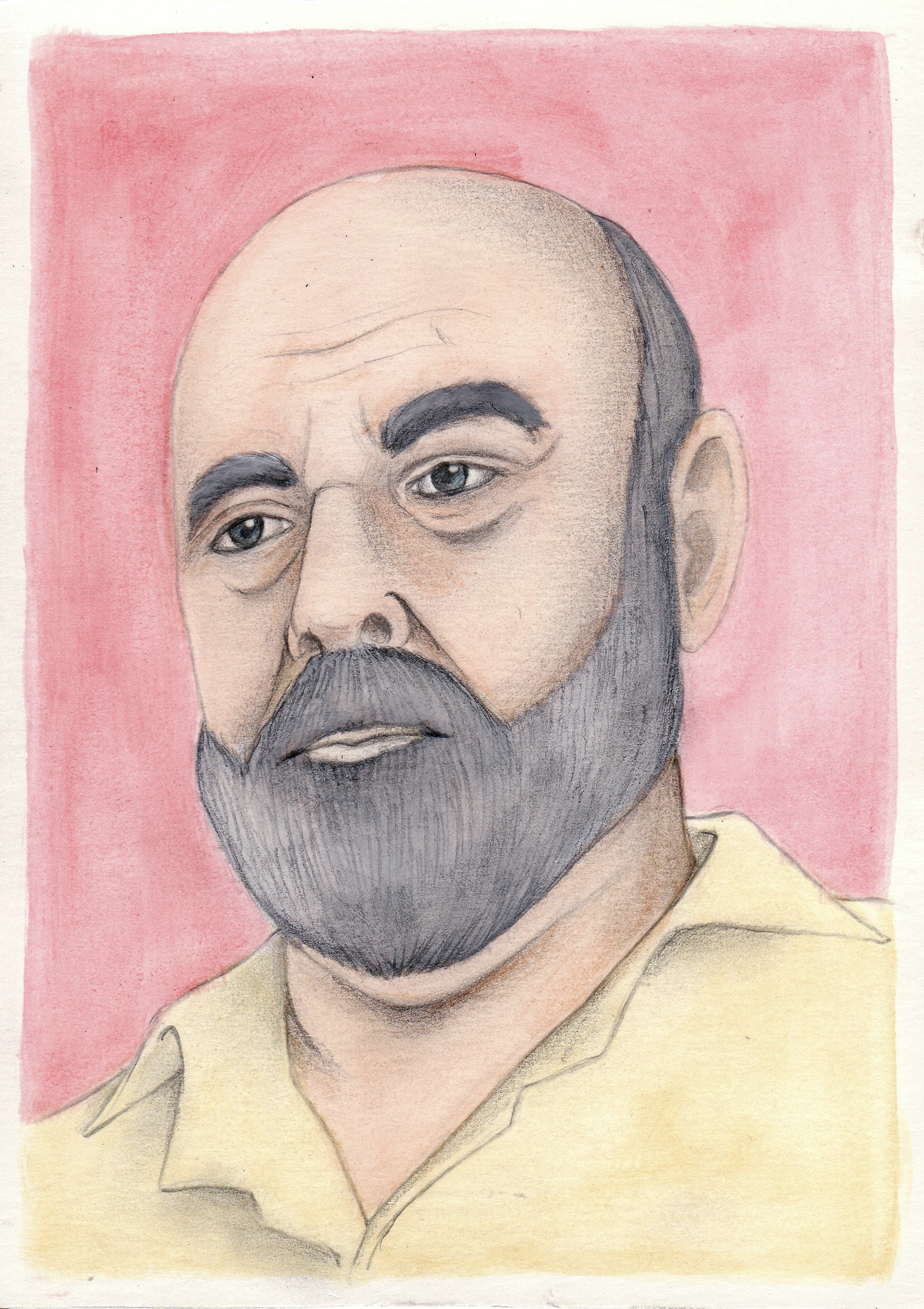
Jaime Gil de Biedma.

- 1990: Jaime Gil de Biedma, poeta español (n. 1929).
- 1990: Terry-Thomas, actor y comediante británico (n. 1911).
- 1991: Steve Clark, guitarrista británico, de la banda Def Leppard (n. 1960).
- 1994: Pat Buttram, actor estadounidense (n. 1915).
- 1995: Carlos Monzón, boxeador argentino (n. 1942).
- 1996: Carmen Conde, poetisa española (n. 1907).

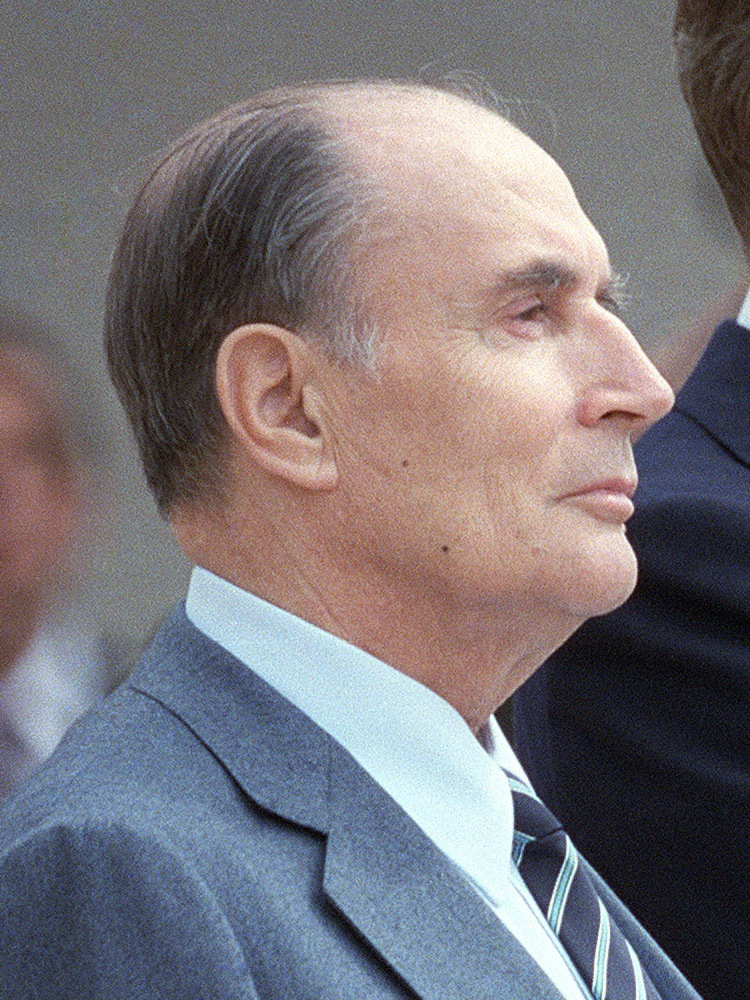
François Mitterrand.

- 1996: François Mitterrand, político francés (n. 1916).
- 1997: Melvin Calvin, químico estadounidense, premio Nobel de Química en 1961 (n. 1911).
- 1998: Michael Tippett, compositor británico (n. 1905).
- 2001: Néstor Scotta, futbolista argentino (n. 1948).
- 2002: Dave Thomas, empresario estadounidense (n. 1932).
- 2003: José María Gutiérrez, actor de cine, teatro y televisión argentino (n. 1921).
- 2003: Antonio Palenzuela, Obispo de la diócesis de Segovia entre 1969 y 1995 (n. 1919).
- 2004: María Tolstova, aviadora militar soviética (n. 1918).
- 2006: Elson Becerra, futbolista colombiano (n. 1978).
- 2006: Garrafa (José Luis Sánchez), futbolista argentino (n. 1974).
- 2007: Jane Bolin, primera jueza estadounidense de piel negra (n. 1908).
- 2007: Yvonne De Carlo, actriz canadiense (n. 1922).
- 2007: Iwao Takamoto, animador estadounidense (n. 1925).
- 2008: Lluís Coll, futbolista español (n. 1937).
- 2009: Richard John Neuhaus, escritor canadiense-estadounidense (n. 1936).
- 2010: Blanca Sánchez, actriz mexicana (n. 1946).[3]
- 2010: Otmar Suitner, director de orquesta austríaco (n. 1922).
- 2011: Jiří Dienstbier, político y periodista checo (n. 1937).
- 2011: Oleg Grabar, historiador y arqueólogo francés (n. 1929).[4]
- 2011: John McCarthy Roll, juez federal estadounidense (n. 1947).[5]
- 2011: Ángel Pedraza, jugador y entrenador de fútbol español (n. 1962).
- 2011: Juan Piquer Simón, cineasta, productor y guionista español (n. 1935).[6]
- 2011: John Roll, juez federal estadounidense (n. 1947).
- 2011: Thorbjørn Svenssen, futbolista noruego (n. 1924).
- 2012: Alexis Weissenberg, pianista búlgaro (n. 1929).
- 2012: Stefano Scodanibbio, compositor y contrabajista italiano (n. 1956)
- 2013: Bernard Delcampe (80), futbolista francés (n. 1932).
- 2013: Manuel Mota, diseñador de moda español (n. 1966).
- 2013: Cornel Pavlovici, futbolista rumano (n. 1943).
- 2014: Payo Grondona, cantautor y guitarrista chileno (n. 1945).
- 2015: Andraé Crouch, cantante de góspel estadounidense (n. 1942).
- 2015: Fernando Argila, futbolista español (n. 1920).
- 2017: Nicolai Gedda, tenor sueco (n. 1925).
- 2018: George Maxwell Richards, político trinitense, presidente de Trinidad y Tobago entre 2003 y 2013 (n. 1931).
- 2019: Arturo Rojas de la Cámara, historietista español (n. 1930).
- 2020: Pilar de Borbón, aristócrata española, infanta de España y duquesa de Badajoz (n. 1936).
- 2020: Buck Henry, actor, director de cine y de televisión, escritor y guionista estadounidense (n. 1930).
- 2021: Ed Bruce, cantautor y actor estadounidense (n. 1939).
- 2022: Michael Lang, productor discográfico y mánager artístico estadounidense (n. 1944).
- 2024: Héctor Murguía Lardizábal, político mexicano (n. 1953).

## Celebraciones

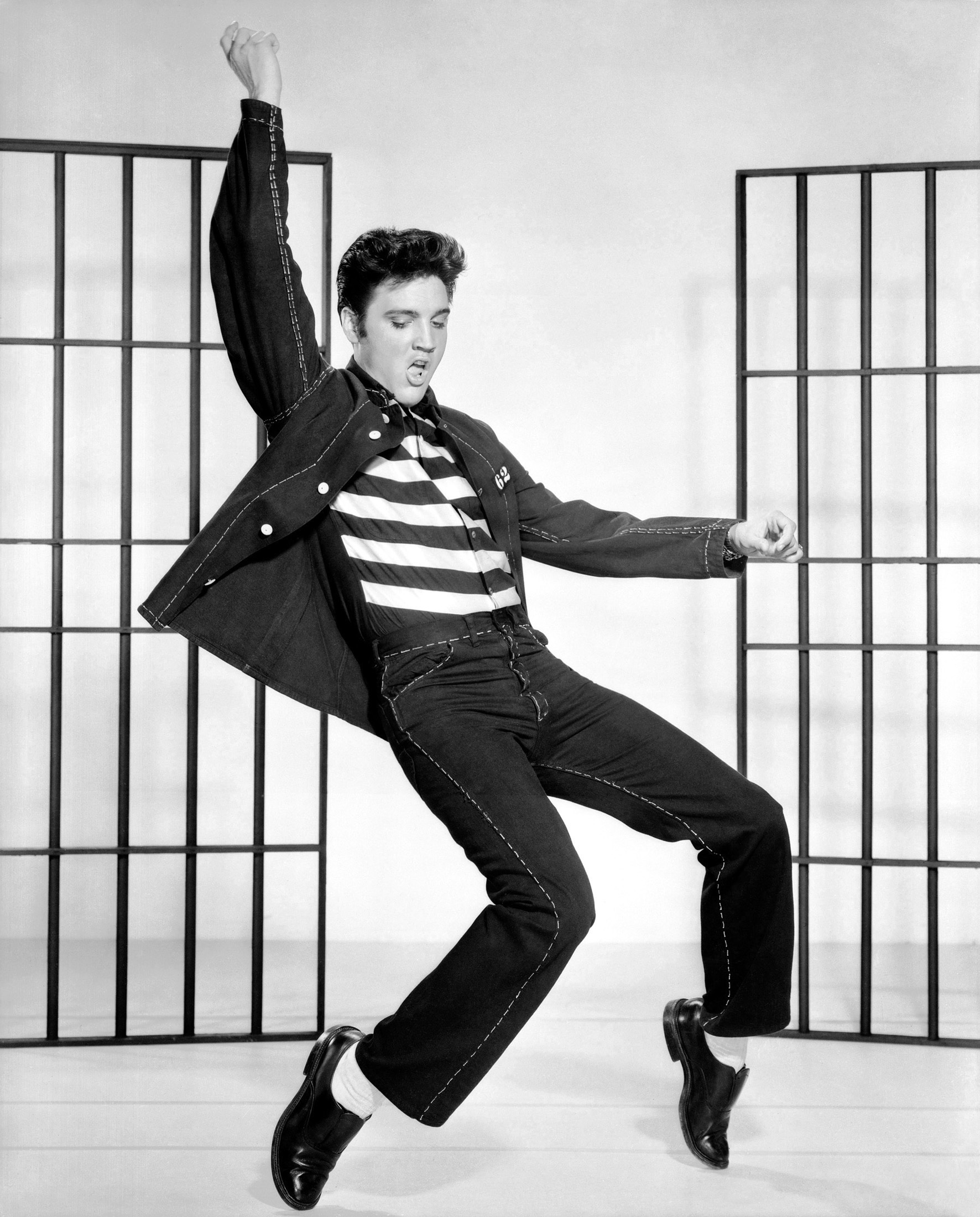
Foto promocional de Elvis para Jailhouse Rock, 1957.

- Día Mundial de Elvis Presley. Fecha de su nacimiento, este día se dedica a celebrar el legado y el estilo inconfundible de Elvis.

- Día Mundial de la Mecanografía (en inglés: Typing Day).
 Conmemora el arte de escribir a máquina de manera rápida, sin erratas y eficiente. Se introdujo en Malasia en el 2011 y tiene como objetivo alentar a las personas a expresarse a través de la comunicación escrita, con velocidad, precisión y eficiencia.

- Día de la Rotación de la Tierra. Se celebra el 8 de enero de cada año. Se conmemora el aniversario de la prueba que el físico francés Léon Foucault realizó en 1851, la cual demostró que la Tierra gira sobre su eje.

 Por países
(Por orden alfabético)
- Estados Unidos: 
  - Jackson Day. Este día se rememora la Batalla de Nueva Orleans, la cual es un episodio de la lucha del pueblo estadounidense por lograr su independencia del gobierno británico.
  - Día de los Estudiantes de Cuarto Grado.
(en inglés: National Fourth Graders Day).
  - Día del Entrenador Profesional.
(en inglés: National Career Coach Day).
  - Día del Germen de la Alegría.
  - Día de Argyle. Patrón usado en calcetines formado por rombos, con motivos superpuestos que suelen contener una superposición de líneas diagonales.
  - Día del Toffee Inglés. Postre hecho de mantequilla y azúcar moreno.
(en inglés: National English Toffee Day).

- Islas Marianas del Norte: 
  - Día de la Commonwealth.

- Japón: 
  - Día de la mayoría de edad.

- Perú: 
  - Aniversario del Santuario Histórico de Machu Picchu. El objetivo es proteger Machu Picchu, ciudadela de piedra en las montañas, joya incaica en Perú, construida en el siglo XV, es famosa por su arquitectura y misterio. Patrimonio de la Humanidad por la Unesco.
Creación: 8 de enero de 1981 (44 años).

- : 
  - Niue: Día Nacional Takai.

### Santoral católico
- San Apolinar de Hierápolis (s. II).[7]
- Santos Teófilo y Eladio de Lybia, mártires (s. III).[7]
- Santos Luciano, Maximiano y Juliano de Beauvais, mártires (c. 290).
- San Paciente de Metz, obispo (s. IV).[7]
- San Severino de Nórico, presbítero y monje (c. 482).
- San Máximo de Pavía, obispo (c. 514).[7]
- San Jorge de Choziba, monje y eremita (c. 614).[7]
- San Natalán de Aberdeen, obispo (c. 678).[7]
- San Erhardo de Ratisbona, obispo (707).[7]
- Santa Gúdula de Moorsel, virgen (c. 712).
- San Alberto de Cashel, obispo (c. s. VIII).[7]
- San Lorenzo Giustiniani, obispo (1456).[7]
- Beato Eduardo Waterson, presbítero y mártir (1593).[7]

 Por países
(Por orden alfabético)
- Perú: 
  - Festividad de San Sebastián de Chepén en el Departamento de La Libertad. Se celebra del 8 al 22 de enero con misas, procesiones y ferias. Es Patrimonio Cultural de la Nación.

### Paganismo
Por países
(Por orden alfabético)
- Argentina: 
  - Gauchito Gil. Es una figura religiosa,[8]objeto de devoción popular en la Argentina. Su fundamento histórico está en la persona del gaucho Antonio Mamerto Gil Núñez, de quien se sabe poco con certeza.[9]No está comprendido dentro de la liturgia oficial católica (se lo considera como "santo popular"), ni en la evangélica.[10]